# 태양전입자

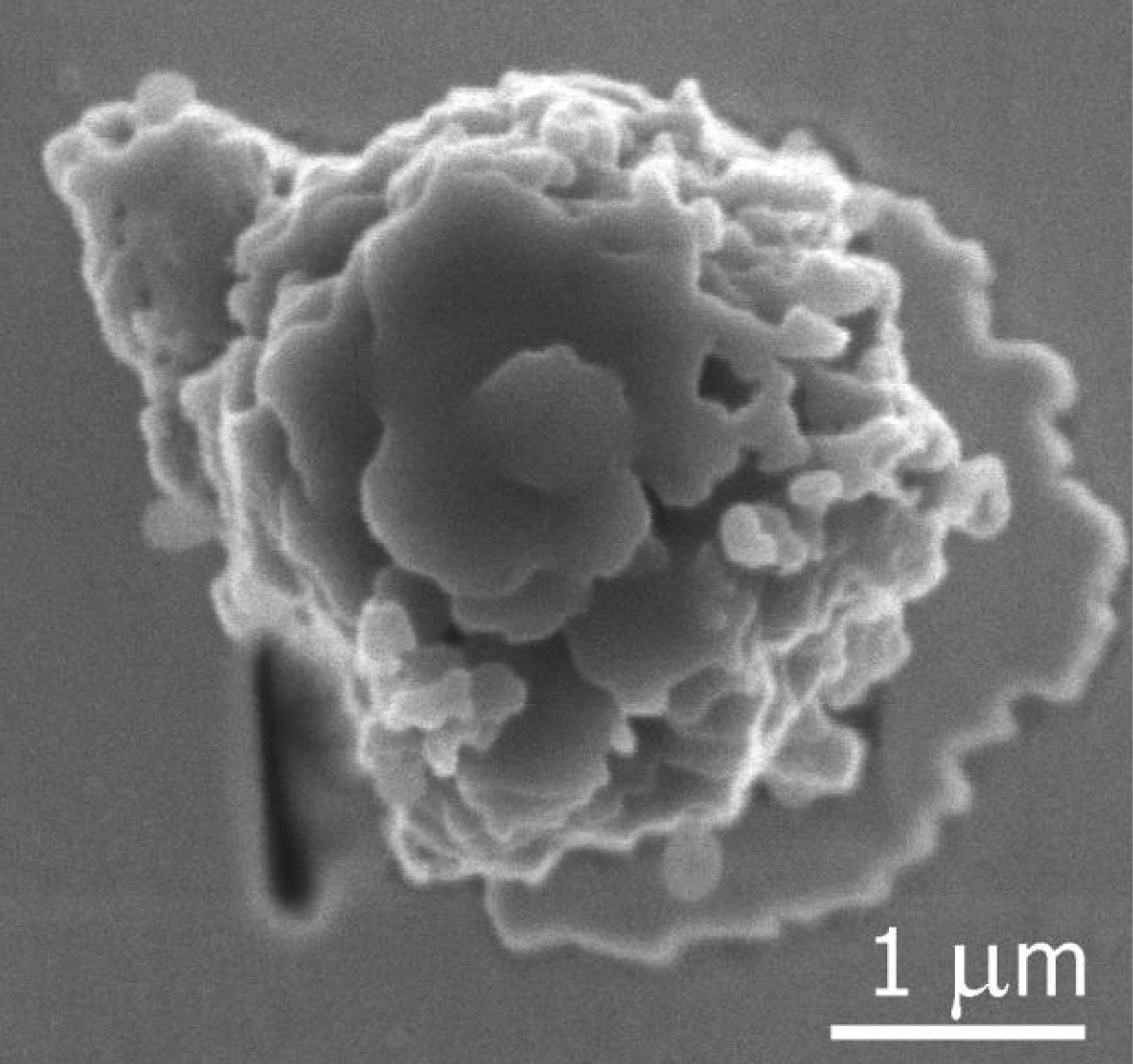

태양전입자(太陽前粒子, 영어: presolar grains)는 태양이 형성되기 전의 시대에 형성된 작은 고체 입자상의 성간물질을 말한다. 태양이 태어나기 이전에 있던 항성으로부터 유출되어 냉각된 기체 중에서 형성되었다.
태양계 형성 이전의 항성에서 일어난 항성 핵합성은 태양계나 은하계 평균과는 다른, 그 연성(連星)에 고유한 동위 원소 조성을 각각의 입자에 부여한다. 이러한 동위 원소 조성은 연성에서 일어난 매우 특이한 천체물리학적 핵과정을 나타내며 연성의 기원을 입증한다.

## 같이 보기
- 우주진